# Roberto Fierro Villalobos
Roberto Fierro Villalobos (Guerrero, Chihuahua, 7 de junio de 1897-Ciudad de México, 19 de julio de 1985) fue un militar mexicano que participó en la Guerra Cristera.
Fierro fue un piloto aviador de la Fuerza Aérea Mexicana durante la Revolución de los 1920s; Combatió contra Adolfo de la Huerta, contra los rebeldes Yaqui, contra la rebelión del General Arnulfo R. Gómez, contra los Cristeros y realizó misiones de bombardeo y ametrallamiento contra el golpe militar encabezado por el General José Gonzalo Escobar.
Promovió la aviación civil y militar en México y rompió récords de vuelo en distancia y velocidad. El Aeropuerto Internacional de la Ciudad de Chihuahua lleva el nombre del General Fierro.

## Entrenamiento
Fierro se educó en Ciudad Guerrero durante la época Porfirista. Debido a la inestabilidad política del país, su familia se refugió temporalmente en El Paso, regresando a México después de la muerte de Madero. El 8 de agosto de 1913, se incorporó a las fuerzas revolucionarias Constitucionalistas que mandaba el General Jesús María Ríos.
Cuando en 1920 el gobierno del Presidente interino Adolfo de la Huerta anunció el reclutamiento de aviadores para la nueva Fuerza Aérea Mexicana, Fierro ingresó como cadete en 1920, graduándose el 21 de julio de 1922 y asignado al escuadrón de Observación y Bombardeo a las odenes del capitán Nava Salinas.

## Combates
En 1913, Cuando Roberto Fierro era capitán primero de Caballería, participó en los combates de San Miguel de Babícora, El Valle, Ciudad Juárez, Tierra Blanca, Ojinaga, Jiménez y Torreón.
Cuando a finales de 1923 se sublevaron Adolfo de la Huerta y varios militares, marchó al estado de Michoacán como jefe de una escuadrilla. Fierro se distinguió en Ocotlán donde fue derribado por fuego enemigo cayendo en campo propio y en otra ocasión cuando destruyó un nido de ametralladoras que obstaculizaban un avance.

Participó en los combates de Morelia, Valle de Santiago, Palo Verde y La Piedad Cabadas y bombardeó trenes enemigos en las Juntas, Colima, Manzanillo, posteriormente sirvió en Oaxaca, Salina Cruz y Pachuca hasta finalizar la pacificación del País.
A mediados de 1926, la tribu Yaqui secuestró al General Álvaro Obregón que vivía en la región, el gobierno mandó a Fierro al mando de una escuadrilla para apoyar las acciones militares en la zona. Esta escuadrilla estaba compuesta por los pilotos Adán Gálvez Pérez, Francisco Murillo Torres, Luis Caso Landa, Luis Farell Cubillas, Humberto Brutini, Juan Gutiérrez, Carlos Cristiani, José Zertuche, David Chagoya, Emilio Carranza, Jesús Ulloa y Luis Boyer.
Roberto Fierro participó en 52 hechos de armas en aviación, más su actuación previa en la Caballería.

## Records

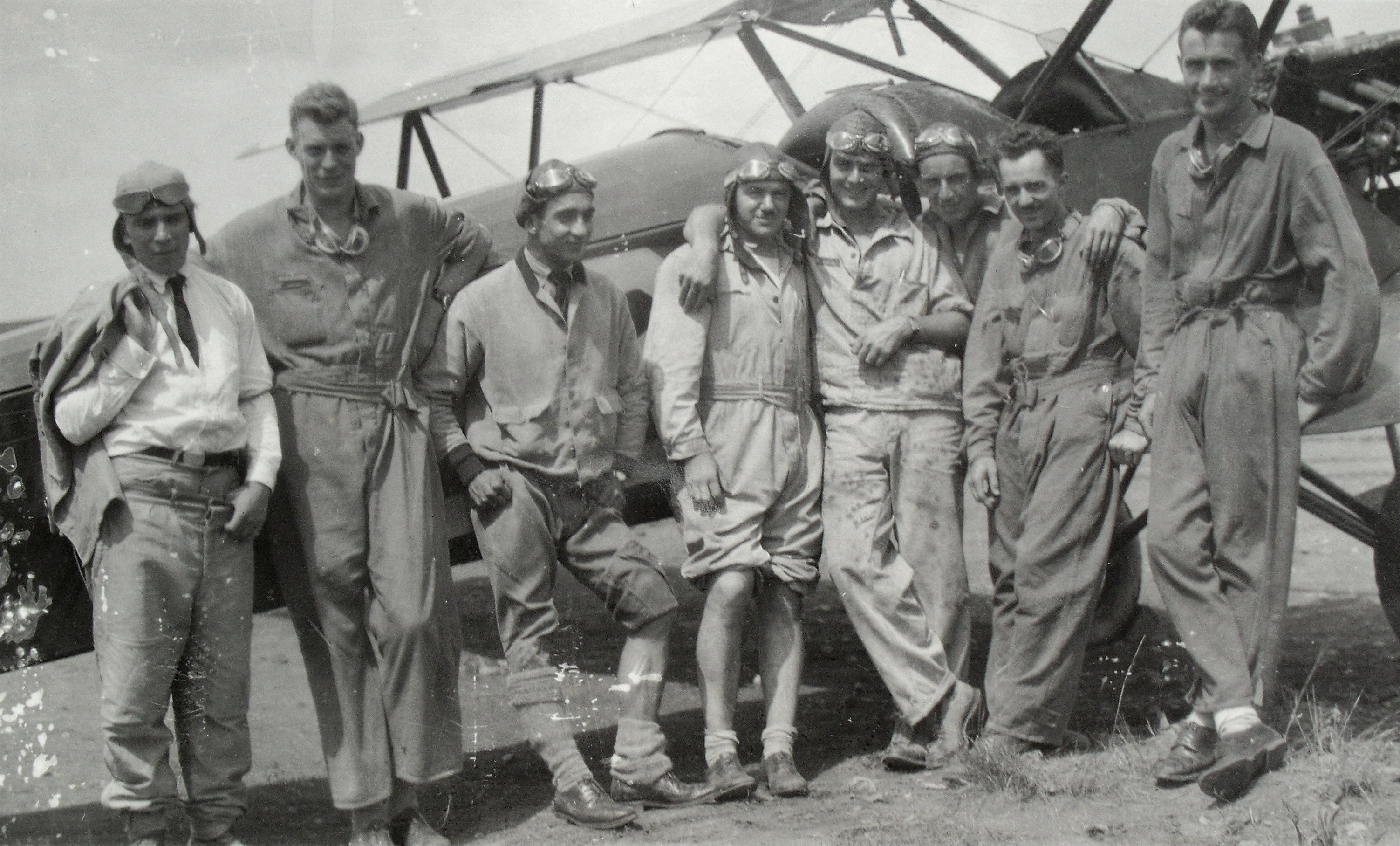
Pioneros de la FAM. El tercer piloto es Manuel Solís, el séptimo es Roberto Fierro.

Durante una breve época de paz, Roberto Fierro, Pablo Sidar Escobar y José Fonseca decidieron comprar dos aviones Lincoln Standard usados y comenzaron una gira por la República haciendo publicidad y circo aéreo.
- 30 de mayo de 1928 - Fierro realizó un vuelo sin escalas de Mexicali, B.C. a la Ciudad de México a bordo del nuevo avión hecho en México, el Baja California No. 2 (BC-2), una hazaña que cubrió 2,330 kilómetros.

- 10 de agosto de 1928, Fierro realizó un vuelo de buena voluntad de México a La Habana y países Centroamericanos a bordo del avión Baja California No. 2.

- 21 de junio de 1930, en compañía del virtuoso mecánico Arnulfo Cortés, realizó un vuelo sin escalas de Nueva York a México en trece horas y media en un trayecto de 13,620 km. Con ello estableció un récord mundial de vuelo sin escala.

- 21 de julio de 1930 - Fierro vuela sin escalas de New York a México, en un avión Lockheed Sirius bautizado Anáhuac, estableciendo un récord de velocidad, al recorrer esta ruta en 16:00 horas.

## Cargos
Fierro fue director de la Escuela Militar de Aplicación Aeronáutica así como Jefe del Departamento de Aeronáutica Civil, Gobernador interino de su Estado natal, Chihuahua, por 8 meses en el año de 1932 siendo destituido por desfalco al erario público, también fue Jefe del Departamento de Aeronáutica en tres ocasiones.
Durante la guerra civil Española, la relación de México con la causa republicana incluyó el envío de armas. Fierro organizó compras de aviones civiles en Estados Unidos, que se volaban de noche a través de la frontera con México hasta el aeropuerto de Tejería, en Veracruz, donde se desmontaban y empaquetaban en cajas para enviarse a España. Parece ser que fueron alrededor de 40 aviones y se lograron enviar 13, porque el gobierno de Franklin D. Roosevelt presionó a México para que cesara los envíos.
Durante su última gestión se culminaron las instalaciones de la Base Aérea Militar de Santa Lucía y se dotó a la Fuerza Aérea de los primeros aviones de reacción, los Vampire y los T-33; se compraron aviones C-54 y helicópteros de turbina Alouette III y se creó el 'Colegio del Aire' con sus escuelas para pilotos, mecánicos y meteorólogos.
En 1972 se retiró del servicio activo. Murió en la Ciudad de México el 19 de julio de 1985 a la edad de 88 años. Durante su larga vida, el General Roberto Fierro Villalobos defendió con toda clase de medios y argumentos la imperiosa necesidad de respaldar a la aviación en México, tanto militar como civil.

## Algunos compañeros de armas
| - Raul Fierro Villalobos - Pablo Sidar Escobar - Luis Farell Cubillas - Alfonso Cruz Rivera - Ismael Aduna - Emilio Carranza - Luis Boyer - Arturo Jiménez Nieto - Antonio Cárdenas Rodríguez - Carlos Rovirosa - Rodolfo Torres Rico - Gustavo León González - Rafael Montero Ramos - Andrés Mendoza Villa - Rafael Ponce de León - Alfredo Lezema Álvarez - Eliseo Martín del Campo - Guillermo Monroy | - Manuel Solís - Julián Nava Salinas - Francisco Espejel - Alberto Vieytez - Ricardo Díaz Gonzáles - Luis Rojas - Samuel Carlos Rojas - Manuel Robles Monterrubio - Adán Gálvez Pérez - Francisco Murillo Torres - Luis Caso Landa - Humberto Brutini - Juan Gutiérrez - Carlos Cristiani - José Zertuche - David Chagoya - Jesús Ulloa |  |